# ICD-10 Kapitel VIII - Sygdomme i øre og processus mastoideus
ICD-10 Kapitel VIII - Sygdomme i øre og processus mastoideus er det ottende kapitel i ICD-10 kodelisten. Kapitlet indeholder sygdomme i øret.
| Kapitel VIII – Sygdomme i øre og processus mastoideus (H60-H95)                                |
| H60-H62 - Sygdomme i ydre øre                                                                  |
| ---------------------------------------------------------------------------------------------- |
| H60 - Betændelse i ydre øre                                                                    |
| H61 - Andre sygdomme i ydre øre                                                                |
| H62 - Forandringer i ydre øre ved sygdomme klassificeret andetsteds                            |
| H65-H75 - Sygdomme i mellemøre og processus mastoideus                                         |
| H65 - Mellemørebetændelse uden pusdannelse                                                     |
| H66 - Purulent og ikke specificeret mellemørebetændelse                                        |
| H67 - Mellemørebetændelse ved sygdomme klassificeret andetsteds                                |
| H68 - Betændelse og tillukning af det eustakiske rør                                           |
| H69 - Andre sygdomme i det eustakiske rør                                                      |
| H70 - Mastoiditis og beslægtede sygdomme                                                       |
| H71 - Kolesteatom i mellemøre                                                                  |
| H72 - Perforation af trommehinde                                                               |
| H73 - Anden sygdom i trommehinde                                                               |
| H74 - Andre sygdomme i mellemøre og processus mastoideus                                       |
| H75 - Andre sygdomme i mellemøre og processus mastoideus ved sygdomme klassificeret andetsteds |
| H80-H83 - Sygdomme i indre øre                                                                 |
| H80 - Otosklerose                                                                              |
| H81 - Forstyrrelser i ligevægtssansen                                                          |
| H82 - Svimmelhed ved sygdomme klassificeret andetsteds                                         |
| H83 - Andre sygdomme i indre øre                                                               |
| H90-H95 - Andre sygdomme i øre                                                                 |
| H90 - Konduktivt og perceptivt høretab                                                         |
| H91 - Andre former for høretab                                                                 |
| H92 - Øresmerter og øreflåd                                                                    |
| H93 - Andre øresygdomme IKA                                                                    |
| H94 - Andre øresygdomme ved sygdom klassificeret andetsteds                                    |
| H95 - Sygdomme i øre og processus mastoideus efter indgreb IKA                                 |

| Lægevidenskab | Spire Denne artikel om lægevidenskab er en spire som bør udbygges. Du er velkommen til at hjælpe Wikipedia ved at udvide den. |